# ノエム
ノエム（Noam）は、セトとアズラの娘で、エノスの妹。アダムとイヴの孫娘にあたる。AM309年から315年頃に、兄であるエノスと結婚し、彼との間にカイナンを産んだ。ヨベル書にその名前が記されている。